# Lino (irmão de Orfeu)
Lino foi um personagem da mitologia grega, irmão de Orfeu. Ele se mudou para Tebas e se tornou um cidadão tebano. Foi o professor de Héracles, ensinando-o a tocar a lira. Quando ele atingiu Héracles, este usou a lira para matá-lo, em um acesso de fúria.
Seu pai era Apolo. Sua mãe era a musa Urânia, filha de Zeus e Mnemosine.
Ele participou dos jogos de número doze, organizados por Acasto, filho de Pélias, e venceu a competição de canto; o vencedor da competição de lira foi Orfeu que, segundo Higino, era filho de Oeagrus.

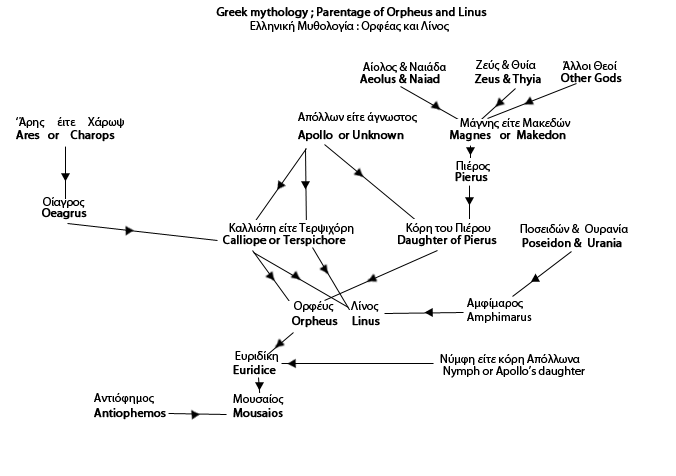
Lino